# الزرزارية
الزرزارية هي الاسم القديم لقبيلة زرزا الكردية التي تقطن اليوم مناطق بشمال غرب إيران أهمها بلدة أشنویه‌ غرب اورمية. ورد ذكرعم كثيرا في متون الكتب التأريخية العربية، منهم المسعودي في (مروج الذهب) والإصطخري في مسالك الممالك. ظهر من الزرزارية اعلام من الأدباء ورجال دين ودولة وقادة حرب منهم ابن خلكان صاحب كتاب وفيات الأعيان. ساندوا صلاح الدين الأيوبي في حملته لطرد الصليبيين من أرض فلسطين والشام.وكانوا يشكلون في عهد الدولة الأيوبية، أحد أقسام جيشها الأربعة وهي: الهكارية، والحميدية والمهرانية، والزرزارية. وقد أتى على ذكرهم كل من عماد الدين الأصفهاني في كتابه (فتح القسي في الفتح القدسي) وابن واصل في (مفرج الكروب) وتولوا لفترة طويلة حماية مضيق الدربند (مضيق كلى علي بك حاليا) بين اربيل- تبريز وكانت بالكان و بالكيان وسيدكان وخفتيذكان من قلاعهم القديمة.ويقول الأمير شرفخان بدليسي صاحب شرف نامه : كانت بلاد (لاجان) تحت حكم الزرزاريين "، كما ينقل القلقشندي صاحب كتاب (صبح الأعشى) عن كتاب (مسالك الإبصار) فيقول: كانت بلاد مازكرد والرستاق التابعة لها، وكذلك جبال (جنجرين) التي تشرف من الناحية اليمنى على مدينة اشنو (اشنويه) تخضع جميعها لحكم الزرزاريين، ويستطرد مؤلف كتاب مسالك الإبصار فيقول: إن حاكم الزرزاريين اليوم هو الأمير نجم الدين باشاك

## مشاهير الزرزارية قديما
- العماد الزرزاري: العماد عبد الله بن الصائن محمد بن الحسن الزرزاري الشافعي. ورد ذكره في كتاب (الموسوعة الإسلامية)، وهو من مواليد سنة 616 هجرية. برع في النحو، والدين.
- الأمير نجم الدين باشوك – باشك
- الأمير جيدة بن الأمير باشاك
- الأمير عبد الله بن الأمير جيدة
- الأمير حسام الدين صاحب سيدكان.
- الأمير باشاك بن الأمير حسام الدين بن الأسد الصغير
- الأمير إسماعيل بن الأمير باشاك
- الأمير حنش بن الأمير إسماعيل
- الأمير سالار الزرزاري : ويقول عنه ابن خلكان في (وفيات الأعيان): كان سالار هذا، واحداً من الحكام الذين تولوا الحكم من قبل الأمير (أرتوق التركماني) كما كان قائداً لجيشه في كثير من المرات، فكان حاكماً على بلاد القدس وعندما توفي أرتوق، خلفه أولاده سكمان, ونجم الدين إيلغازي، وبهرام، ولكن عندما سار أمير الجيوش الملك الأفضل بجيش مصر وانتزع القدس من الأراتقة أخذ معه الأمير سالار الزرزاري إلى القاهرة وضم (عادل) بن سالار إلى أولاد القصر.
- الملك عادل بن الأمير سالار الزرزاري : كان عادل مميزاً بين أولاد القصر بشجاعته وفتوته، فعينه (الحافظ) الخليفة الفاطمي في مصر حاكماً على الإسكندرية، فذاع صيته هناك ونال شهرة واسعة، وبدأ يخطو نحو المستقبل بخطوات رصينة، فبنى مدرسة في الإسكندرية ليديرها العالم الكردي الجليل (حافظ أبو طاهر سلفه) الذي أكرمه غاية الإكرام كما بنى عدداً من المساجد والمدارس الكبيرة في القاهرة وبتليس، وفي عام 543 هـ ذهب إلى القاهرة واستقر فيها بعد ما تولى الوزارة للخليفة (ظافر العبيدي) الذي انعم عليه بلقب أمير الجيوش الملك العادل.
- جمال الدين بن حسن الزرزاري: من قادة جيش يوسف شاه صلاح الدين الأيوبي، قتل جمال الدين أثناء حملة عسكرية على مدينة القدس.
- الأمير انوشيروان الزرزاري : عاصر حكم الملك أفضل شاه، ومن قادة جيشه في حروب الأفرنجة.[1]

## مناطقهم اليوم
يسكن الزرزا في مدينة أشنویه‌[بحاجة لمصدر] واطرافها ولهم حوالي 60 قرية عامرة من أشهرها سنكان، نيلوان، ناوس، وسركز، هيى، بمزورته، ميرآوا، پوشآوا، نرزيوه الخ. ولهم تواجد في سيدكان قديما حيث كانوا يسهرون على خفارة ممر كيله‌شين قديما وهناك واد في سيدكان بأسمهم وقبيلة تنتسب إليهم تدعى (پيره‌سنى) وقرية خلكان التي ينتسب إليها ابن خلكان وبالكيان القريبة من ديانا كانت من قراهم قديما.